# 普里奧焦爾斯克區

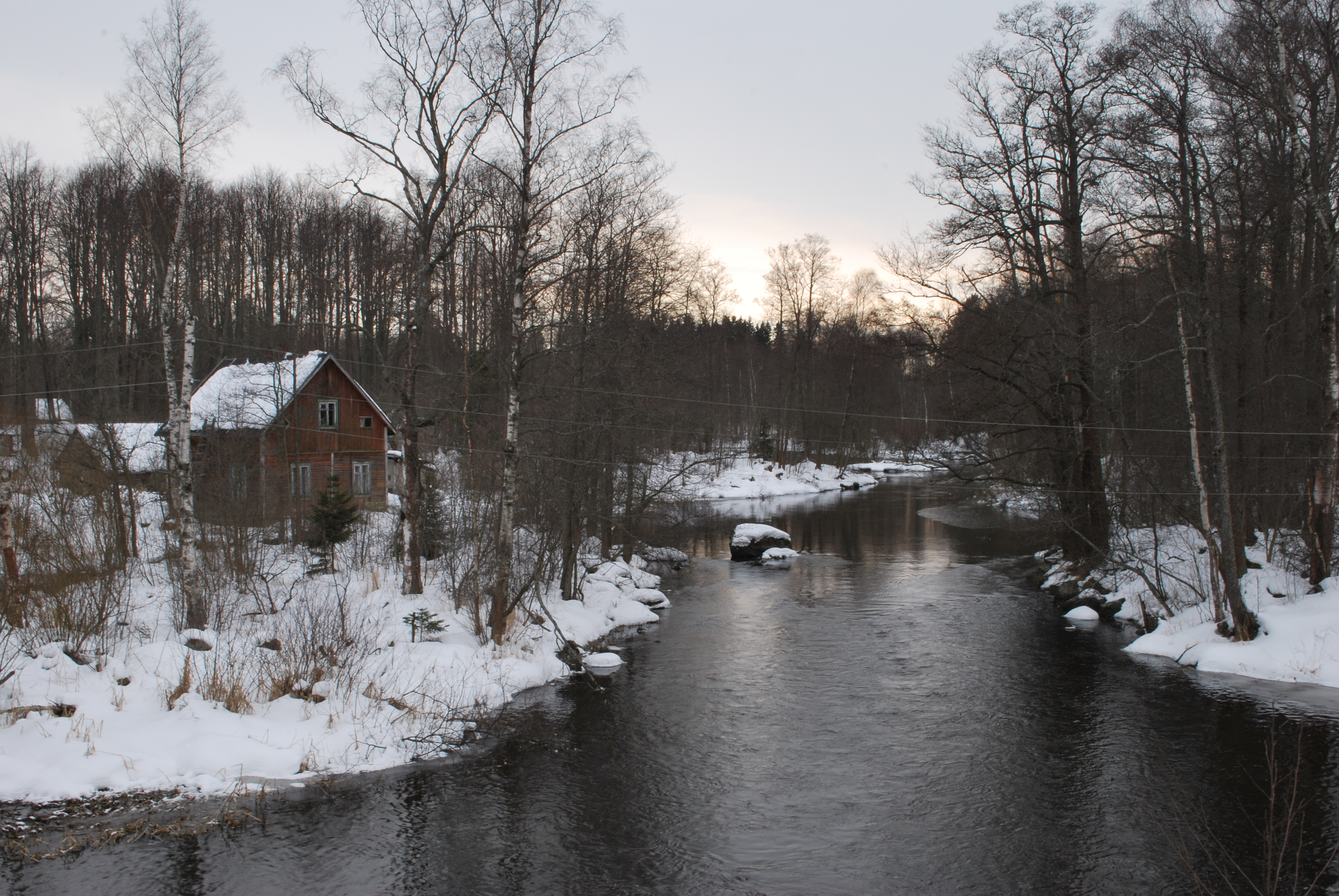

61°02′N 30°07′E / 61.033°N 30.117°E
普里奧焦爾斯克區（俄语：Приозерский район），是俄羅斯的一個區，位於該國西北部，由列寧格勒州負責管轄，面積3,579.5平方公里，2010年人口43,260，人口密度每平方公里12.09人。